# Francine Patterson
Francine Patterson (Rufname Penny; * 13. Februar 1947 in Chicago, Illinois) ist eine US-amerikanische Psychologin und Forscherin. Sie entwickelte eine modifizierte Version der American Sign Language für die Kommunikation mit Gorillas und wurde bekannt durch ihre Arbeit mit dem Gorillaweibchen Koko.

## Leben
Patterson erwarb 1970 ihren Bachelor-Abschluss in Psychologie an der University of Illinois at Urbana-Champaign. 1979 promovierte sie an der Stanford University mit ihrer Dissertation Linguistic Capabilities of Lowland Gorilla, über das Lehren der Gebärdensprache Gorilla Koko und Michael, einem weiteren Flachlandgorilla, der 2000 starb.
Patterson ist Präsidentin und Forschungsdirektorin der The Gorilla Foundation. Die Stiftung wurde 1978 mit ihrem langjährigen Forscherkollegen Ronald Cohn gegründet und durch den Rolex-Preis für Unternehmungsgeist unterstützt. Die Gorilla Foundation plante, von ihrem derzeitigen Zuhause in Woodside in Kalifornien nach Maui in Hawaii umzuziehen. Eine Veränderung im Management der Maui Land & Pineapple Company sorgte für Zweifel, dass der ursprüngliche Pachtvertrag über 28 Hektar (70 Acres) ein dauerhaftes Refugium für Gorillas sicherstellen würde. Daher wurde das Projekt vorerst auf Eis gelegt.

## Forschung mit Koko
Die Probandin von Francine Patterson war die Flachland-Gorilla-Dame Hanabi-Ko (besser bekannt als „Koko“). Geboren wurde Koko 1971 in Gefangenschaft im Zoo von San Francisco und da sie an chronischer Unterernährung litt, wurde sie im Alter von 6 Monaten von ihrer Mutter getrennt und per Hand aufgezogen. Als Koko ein Jahr wurde, begann das Sprachtraining mit ihr. Ab Juni 1973 wohnte Koko in einem fünfräumigen, ca. 3 m × 15 m großen Wohnwagen, mit freiem Zugang zu allen Räumen. Sie hatte ab diesem Zeitpunkt 8–12 Stunden täglich Lehr- bzw. Lernzeit.
Patterson und ihr Team benutzten zwei verschiedene Techniken, Formen und Nachahmen, um der Gorilladame Vokabeln beizubringen. Beim Formen wurden Koko die Wörter so beigebracht, dass man ihre Hände in die richtige Position brachte. Mit der zweiten Methode des Nachahmens musste Koko probieren, das Zeichen zu bilden, nachdem sie bei der Verwendung durch den Lehrer zugeschaut hatte. Diese beiden Techniken wurden in den Anfangsstadien des Unterrichtes angewendet, um Koko zunächst einen „Grundwortschatz“ beizubringen. Patterson probierte weiterhin, lebenslang eine attraktive und anregende Umgebung für Koko zu schaffen und mit vielen Aktivitäten Kokos Interesse zu wecken, um damit reichlich Gelegenheiten zu generieren, mit Koko zu interagieren und zu kommunizieren.

### Ergebnisse der Forschung
Patterson verglich die Fortschritte Kokos mit Kindern, die auch Zeichensprache lernten. Dabei zeigte sie Probleme auf, die Menschenaffen im Gegensatz zu Kindern haben. Ein Problem war, dass Koko schwierige Zeichen vereinfachte, vermutlich weil sie anatomisch nicht soviel manuelles Geschick aufwies, um speziell für Menschengliedmaßen entwickelte Gestik zu verwenden. Beispielsweise ist aufgrund der geringen Daumengröße von Gorillas das Wort „Lila“ nicht angemessen artikulierbar. Auffällig war auch, dass es für Koko leichter war, Zeichen zu nutzen, bei denen sie Kontakt mit ihren Händen auf Oberflächen oder auf ihren Körper hatte, als kontaktlose Zeichen. Ganz allgemein konnte Patterson nachweisen, dass Koko dimensionslose Nichtberührungszeichen langsamer erlernte als Berührungszeichen, bei denen ein Feedback durch Gegen- bzw. Andruck gefühlt wird.
Ein weiteres wichtiges Ergebnis der Versuche scheint, dass Gorillas verschiedene Vorlieben für das Erlernen einen Wortes haben. Positiv belegte Worte, wie z. B. „Schaukel“, waren für Koko innerhalb weniger Minuten erlernbar, während negativ besetzte Wörter oftmals erst nach mehreren Monaten erlernt wurden.

## Auszeichnungen
- 1978 Rolex-Preis für Unternehmungsgeist

## Film
- 1978: Koko: A Talking Gorilla von Barbet Schroeder